# 24 février aux Jeux olympiques de 2010
Le mercredi 24 février aux Jeux olympiques d'hiver de 2010 est le treizième jour de compétition.

## Programme
| Heure UTC-8 (Vancouver)                       |               |
| bleu                                          | Cérémonie     |
| neutre                                        | Épreuve       |
| or                                            | Finale        |
| orange                                        | Petite finale |
| rose                                          | Reporté       |
| gris                                          | Annulé        |
| Compétition masculine                         | Hommes        |
| Compétition féminine                          | Femmes        |
| Compétition mixte (hommes et femmes mélangés) | Mixte         |
| Compétition en couple (1 homme et 1 femme)    | Couple        |
| modifier                                      |               |

| Horaire | Discipline Spécialité | Discipline Spécialité                       | Discipline Spécialité | Phase                        | Résultats | Références |
| ------- | --------------------- | ------------------------------------------- | --------------------- | ---------------------------- | --------- | ---------- |
| 10:00   |                       | Ski alpin Slalom géant (1re manche)         | Compétition femmes    | Manche de compétition        | -         | -          |
| 11:15   |                       | Ski de fond Relais 4 × 10 km                | Compétition hommes    | Finale                       | -         | -          |
| 12:00   |                       | Hockey sur glace Quarts de finale           | Compétition hommes    | Manche éliminatoire Match 23 | 2 - 0     | -          |
| 13:00   |                       | Patinage de vitesse 5000 m                  | Compétition femmes    | Finale                       | -         | -          |
| 13:15   |                       | Ski alpin Slalom géant (2e manche)          | Compétition femmes    | Reporté                      | -         | -          |
| 14:00   |                       | Curling                                     | Compétition hommes    | Jeu-décisif 1re session      | 7 - 6     | -          |
| 16:30   |                       | Hockey sur glace Quarts de finale           | Compétition hommes    | Manche éliminatoire Match 24 | 3 - 7     | -          |
| 17:00   |                       | Bobsleigh Bob féminin (3e manche)           | Compétition femmes    | Manche de compétition        | -         | -          |
| 17:00   |                       | Patinage de vitesse sur piste courte 1000 m | Compétition femmes    | Séries éliminatoires         | -         | -          |
| 17:47   |                       | Patinage de vitesse sur piste courte 500 m  | Compétition hommes    | Séries éliminatoires         | -         | -          |
| 18:10   |                       | Bobsleigh Bob féminin (4e manche)           | Compétition femmes    | Finale                       | -         | -          |
| 18:26   |                       | Patinage de vitesse sur piste courte 3000 m | Compétition femmes    | Finale                       | -         | -          |
| 19:00   |                       | Hockey sur glace Quarts de finale           | Compétition hommes    | Manche éliminatoire Match 25 | 2 - 0     | -          |
| 18:26   |                       | Ski acrobatique Sauts                       | Compétition femmes    | Finale                       | -         | -          |
| 21:00   |                       | Hockey sur glace Quarts de finale           | Compétition hommes    | Manche éliminatoire Match 26 | 3 - 4     | -          |

## Médailles du jour
- Pays organisateur (Canada)

| Rang  | Nation             | Or | Argent | Bronze | Total |
| ----- | ------------------ | -- | ------ | ------ | ----- |
| 1     | Canada             | 1  | 2      | 1      | 4     |
| 2     | Chine              | 1  | 1      | 1      | 3     |
| 3     | République tchèque | 1  | 0      | 1      | 2     |
| 4     | Australie          | 1  | 0      | 0      | 1     |
| 4     | Suède              | 1  | 0      | 0      | 1     |
| 5     | Allemagne          | 0  | 1      | 0      | 1     |
| 5     | Norvège            | 0  | 1      | 0      | 1     |
| 7     | États-Unis         | 0  | 0      | 2      | 2     |
| Total | Total              | 5  | 5      | 5      | 15    |